# Estella Katzenellenbogen
Estella Katzenellenbogen, geborene Marcuse (geboren am 24. Februar 1886 in Berlin; gestorben am 17. Februar 1991 in San Diego), war eine deutsche Kunstsammlerin und Galeristin.  

## Leben
Estella Katzenellenbogen kam 1886 als Tochter des Arztes Moritz Marcuse und seiner Frau Louise, geborene Gumpertz, in Berlin zur Welt. Über ihre Ausbildung ist nichts bekannt. Sie heiratete 1912 den Bankier und Unternehmer Ludwig Katzenellenbogen. Aus dieser Ehe gingen der 1913 geborene Sohn Konrad und die Töchter Leonie (geboren 1918) und Estella Ruth (geboren 1921) hervor. Ihre Schwester Leonie (Kato) Marcuse war mit Max Katzenellenbogen verheiratet, einem Verwandten ihres Mannes.
Estella und Ludwig Katzenellenbogen führten einen aufwendigen Lebensstil. Dazu gehörten Reitpferde und teure Automobile, ein Haushalt mit zahlreichen Angestellten sowie Wohnungen, die mit Antiquitäten und Kunstwerken ausgestattet waren. Das Paar lebte abwechseln in Berlin und auf dem Land in Brandenburg, wo sie seit 1913 das Rittergut in Freienhagen besaßen. In Berlin lebten sie zunächst in einer repräsentativen Stadtwohnung in der Keithstr. 8 in Berlin-Schöneberg, seit 1927 bewohnte das Paar eine Villa in der Bendlerstraße Nr. 40 im Tiergartenviertel. Estella Katzenellenbogen betrieb als Geschäftsfrau in Berlin zeitweilig eine Reihe von Blumenläden. Bekannt wurde sie aber vor allem als kunstsinnige Frau, die gemeinsam mit ihrem Mann eine umfangreiche Kunstsammlung aufbaute, in der sich neben ostasiatischer Kunst auch Gemälde und Zeichnungen von deutschen und französischen Künstlern des Impressionismus und Expressionismus befanden. Hierzu gehörten Arbeiten von Paul Cézanne, Vincent van Gogh, Édouard Manet, Claude Monet, Pierre-Auguste Renoir, Camille Pissarro, Alfred Sisley, Max Liebermann, Oskar Kokoschka und Paul Klee. Hinzu kamen ein Madonnenbildnis von Peter Paul Rubens und Plastiken von August Gaul. Für die malerische Ausgestaltung des Festsaals im Gut Freienhagen beauftragte das Paar Lovis Corinth. Er schuf 1913/1914 einen Bilderzyklus von elf Gemälden mit Motiven aus der Odyssee von Homer und aus Orlando furioso von Ludovico Ariosto. Der Zyklus befindet sich heute zum Teil in der Berlinischen Galerie.
Die Beziehung zu Ludwig Katzenellenbogen verlief nicht ohne Spannungen. Estelle Katzenellenbogen wird eine außereheliche Beziehung zu dem Galeristen Paul Cassirer nachgesagt.  Nach dessen Suizid 1926 begann sie zudem eine Liaison mit Albert Einstein, mit dem sie gemeinsam Konzerte und Empfänge besuchte und den sie in seinem Sommerhaus in Caputh besuchte. Ludwig Katzenellenbogen begann parallel eine Beziehung mit der Schauspielerin Tilla Durieux, die zuvor mit Paul Cassirer verheiratet war. 1929 folgte die Scheidung von Estella und Ludwig Katzenellenbogen. Er heiratete 1930 Tilla Durieux. Nach der Scheidung behielt Estella Katzenellenbogen die Villa in der Bendlerstraße, während ihr Ex-Mann weiterhin das Gut Freienhagen bewohnte. Der gemeinsame Kunstbesitz wurde geteilt. So bekam Estella Katzenellenbogen beispielsweise den Corinth-Zyklus sowie die Gemälde L’Allée au Jas de Bouffan von Paul Cézanne (heute Musée d’art et d’histoire, Genf), Lyon von Oskar Kokoschka (Phillips Collection, Washington D. C.), Messalina von Henri de Toulouse-Lautrec (Stiftung Sammlung E. G. Bührle, Zürich) und Pertuiset, der Löwenjäger von Édouard Manet (Museu de Arte de São Paulo).

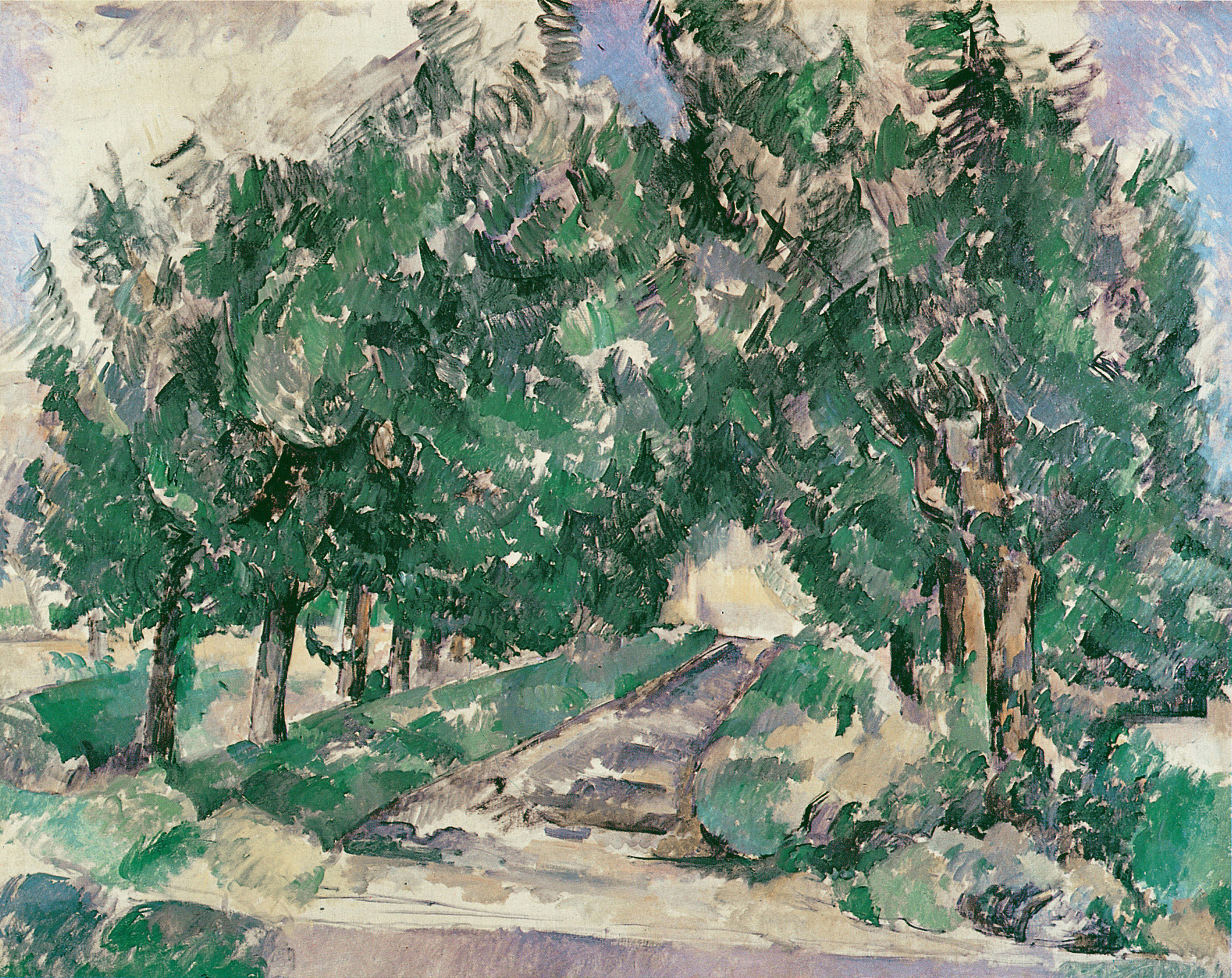
Paul Cézanne: L’Allée au Jas de Bouffan
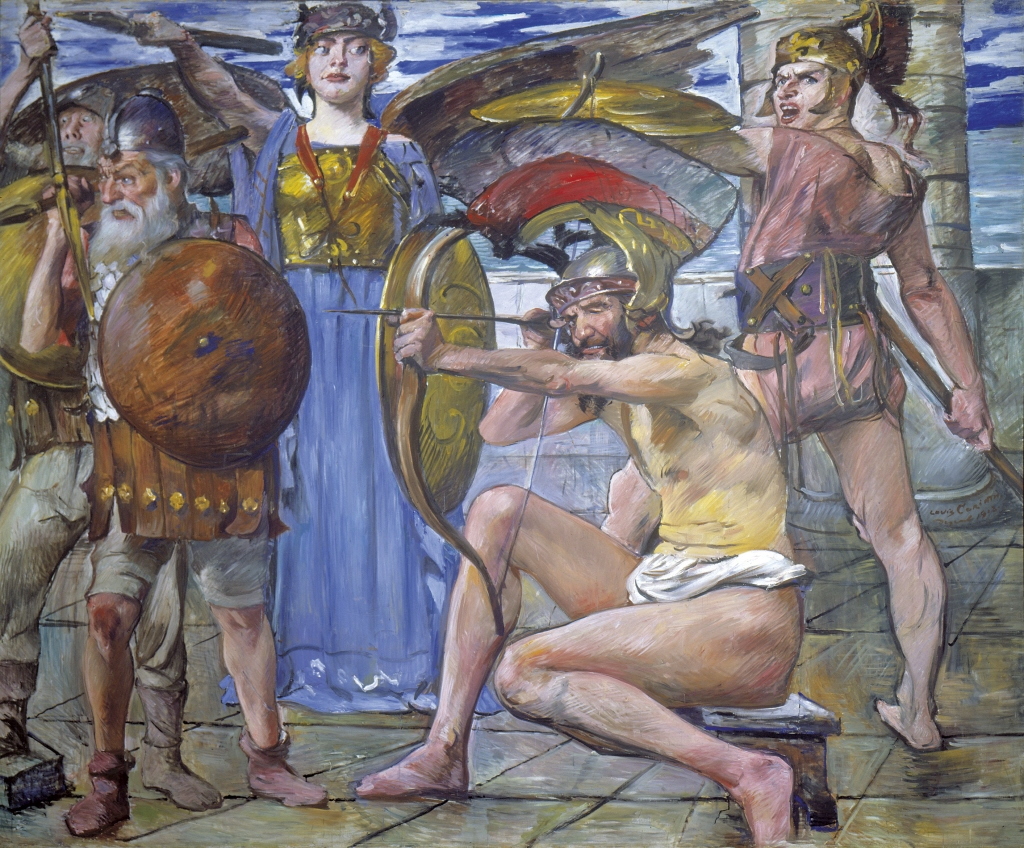
Lovis Corinth: Odysseus im Kampf mit den Freiern aus dem Zyklus in Freienhagen
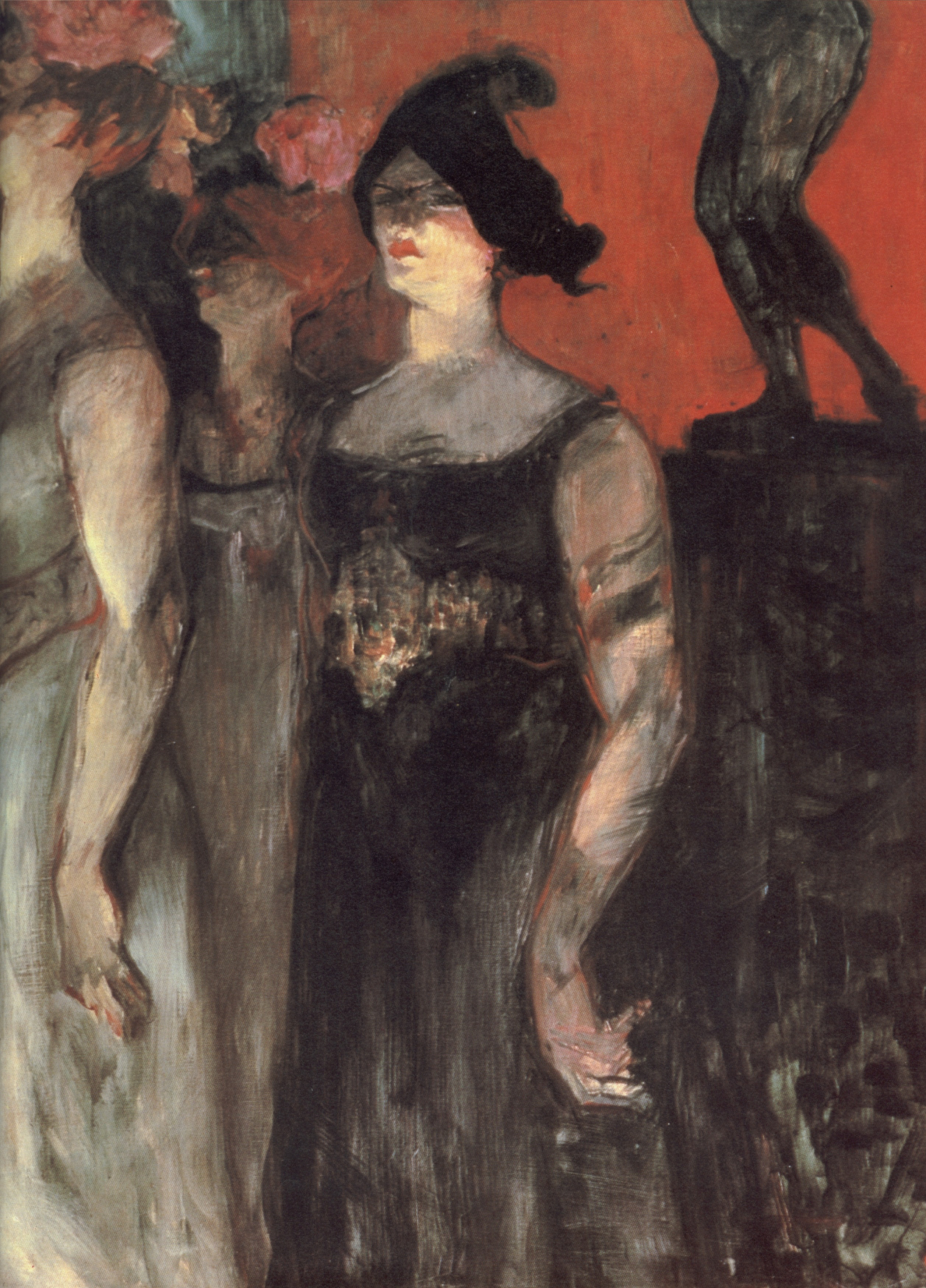
Henri de Toulouse-Lautrec: Messalina
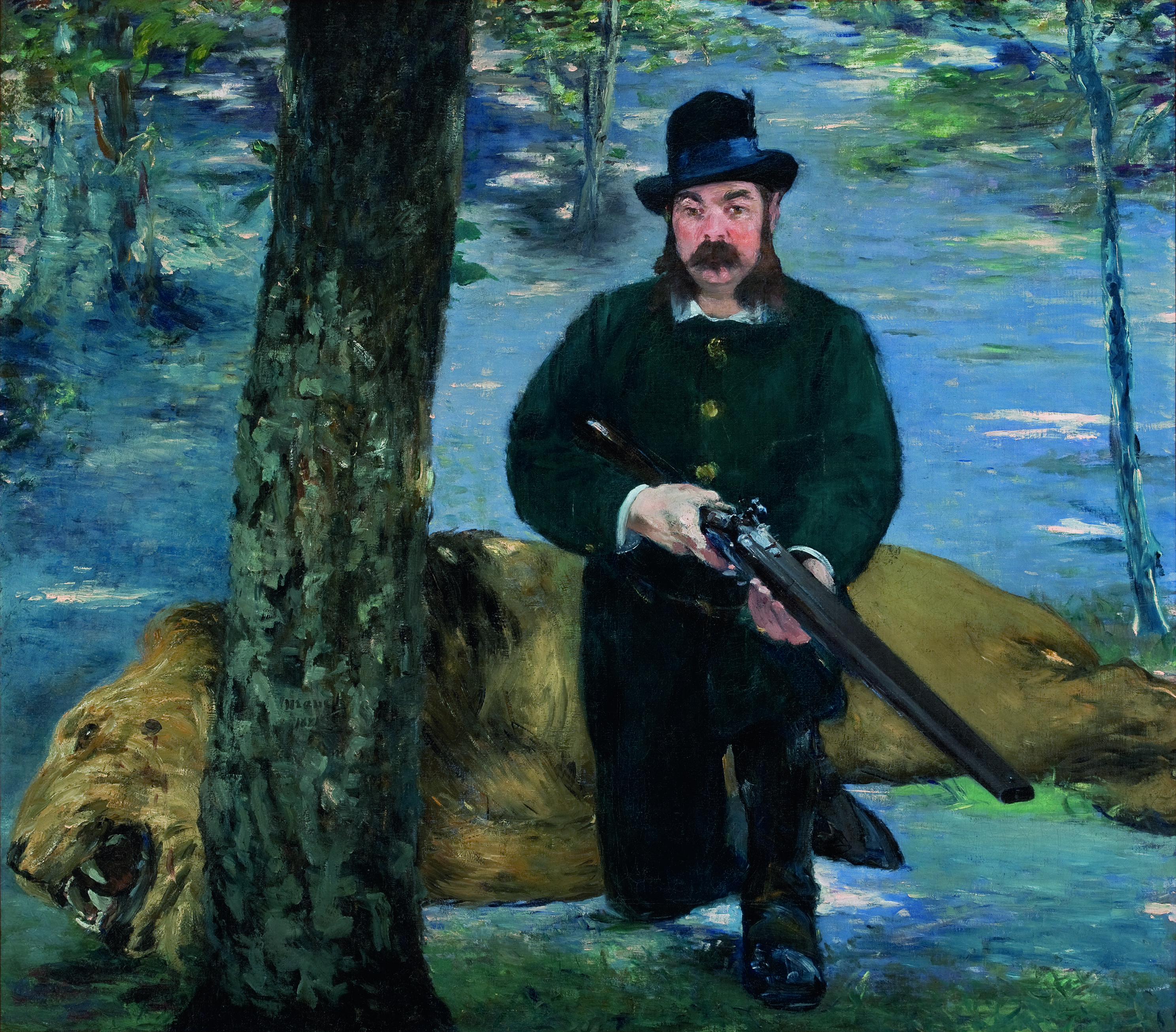
Édouard Manet: Pertuiset, der Löwenjäger

Estella Katzenellenbogen war zwar protestantisch getauft, sah sich jedoch wegen ihrer jüdischen Herkunft ab 1933 im nationalsozialistischen Deutschland einer stetig wachsenden Ausgrenzung ausgesetzt. Ab 1936 lebte sie für drei Jahre in der Schweiz. 1939 kehrte sie kurzzeitig nach Berlin zurück, emigrierte jedoch im Mai des Jahres in die Vereinigten Staaten und lebte fortan in Kalifornien. Auch ihre Kinder hatten sich dort niedergelassen. Einen Teil ihrer Kunstsammlung konnte sie mit ins Exil nehmen, wo sie teilweise vom Verkauf der Werke lebte. Ihr restliches Umzugsgut hingegen wurde vom deutschen Zoll beschlagnahmt und anschließend versteigert. Im Großraum Los Angeles gehörte Estella zur kulturellen Szene deutschsprachiger Exilanten. Ihr Sohn Konrad arbeitete seit April 1941 als Sekretär von Thomas Mann, bei dem Estella Katzenellenbogen wiederholt zum Tee eingeladen wurde. 1943 änderte er seinen Nachnamen in Kellen und nahm als US-Soldat am Krieg gegen Deutschland teil. Estella Katzenellenbogen leitete ab 1944 eine Zweigniederlassung der Galerie Nierendorf am Sunset Boulevard Nr. 8650 in Los Angeles, die als Gallery International Art firmierte. Sie handelte dort vor allem mit Werken von Paul Klee. 1945 schloss die Galerie wieder. Estella Katzenellenbogen starb 1991 hochbetagt in San Diego.